# شهرداری استرومیکا
شهرداری استرومیکا (به لاتین: Strumica Municipality) یک منطقهٔ مسکونی در مقدونیه شمالی است که در مقدونیه شمالی واقع شده‌است. شهرداری استرومیکا ۵۴٬۶۷۶ نفر جمعیت دارد.

## خواهرخوانده
شهر Rakovski Municipality خواهرخواندهٔ شهرداری استرومیکا هست.